# 葛雷格·沃恩
葛雷格里·拉蒙特·沃恩（英語：Gregory Lamont Vaughn，1965年7月3日—），為前美國職棒大聯盟的左外野手。生涯曾效力過釀酒人、教士、紅人、魔鬼魚與洛磯等隊。他的表哥Jerry Royster和堂弟摩·沃恩都是前大聯盟選手。

## 職業生涯
沃恩在1984年和1985年曾在鱈魚角棒球聯盟打球，之後他在2009年入選該聯盟的名人堂。
1984年大聯盟選秀，沃恩在第四輪75順位被釀酒人選中。之後他成功展現他的打擊能力，3度達成單季3成打擊率、4度敲出單季30轟。1999年，他被交易到紅人後，成為大聯盟首位在被交易後馬上達成單季50轟的選手。不過當時紅人有著不能蓄鬍的規定，而沃恩也因為不遵守該規定而和球隊老闆Marge Schott槓上。後來在球迷的請願下，Schott最終取消該規定。2000年，沃恩敲出45轟，成為大聯盟第二位連續兩年在不同球隊敲出40轟的打者。
後來沃恩在2003年退休，並在2009年獲得名人堂票選資格，不過他沒有獲得選票。

## 生涯打擊成績
| 出賽次數 | 打席 | 打數 | 得分 | 安打 | 二安 | 三安 | 全壘打 | 打點 | 盜壘 | 保送 | 三振 | 打擊率 | 上壘率 | 長打率 | OPS  |
| -------- | ---- | ---- | ---- | ---- | ---- | ---- | ------ | ---- | ---- | ---- | ---- | ------ | ------ | ------ | ---- |
| 1731     | 7070 | 6103 | 1017 | 1475 | 284  | 23   | 355    | 1072 | 121  | 865  | 1513 | .242   | .335   | .470   | .807 |

## 個人生活
沃恩的兒子柯瑞曾在大都會小聯盟體系打球。

## 外部連結
- 球員資訊和成績在MLB，ESPN，Baseball-Reference，Fangraphs（英文）

| 前任： 弗拉迪米爾·葛雷諾 | 國聯單月最佳球員 1999年9月 | 繼任： 弗拉迪米爾·葛雷諾 |